# Tripogon modestus
Tripogon modestus är en gräsart som beskrevs av Sylvia Mabel Phillips och Georg Oskar Edmund Launert. Tripogon modestus ingår i släktet Tripogon och familjen gräs. Inga underarter finns listade i Catalogue of Life.